# IC 5251
IC 5251 bezeichnet im Index-Katalog drei scheinbar dicht beieinander liegende Sterne im Sternbild Pegasus. Der Katalogeintrag geht auf eine Beobachtung des Astronomen Guillaume Bigourdan am 5. Dezember 1898 zurück.